# Критерион
«Критерион» (англ. Criterion Theatre) — театр в Вест-Энде, находящийся на площади Пикадилли, в западной исторической части Лондона. Первый лондонский театр, полностью находящийся под землёй. Вместимость — 588 мест на трёх ярусах.
Театр был спроектирован архитектором Томасом Верити по заказу рестораторов Кристофера Понда и Феликса Спаерса как часть развлекательного комплекса и изначально планировался как концертный зал, но в процессе строительства было принято решение переделать его в театр. Помимо самого зала, в здании комплекса находился ресторан, паб и галерея.
Строительство здания было завершено в 1873 году, а его открытие состоялось годом позже. Первым руководителем театра стал Генри Байрон, а первыми постановками были «Американская леди» самого Байрона и оперетта «Топситюрвейдом» Уильяма Гилберта на музыку Альфреда Селье.
Во Вторую мировую войну во время бомбардировки Лондона подземное помещения Критериона использовалось Би-би-си в качестве временной студии.